# Anthodon
Anthodon Ruiz & Pavon – rodzaj roślin należący do rodziny dławiszowatych (Celastraceae R. Br.). Obejmuje co najmniej 5 gatunków występujących naturalnie w Ameryce Środkowej i Południowej.

## Morfologia
PokrójNagie liany.
LiścieZazwyczaj naprzeciwległe. Brzegi są drobnoząbkowane lub z małymi zaokrąglonymi ząbkami.
KwiatyObupłciowe.
OwoceTorebki.

## Biologia i ekologia
Rośnie w lasach wilgotnych na wysokości 100–900 m n.p.m.

## Systematyka
Pozycja i podział według APWeb (2001...)
Rodzaj należący do rodziny dławiszowatych (Celastraceae R. Br.), rzędu dławiszowców (Celestrales Baskerville), należącego do kladu różowych w obrębie okrytonasiennych.
Wykaz gatunków
- Anthodon decussatum Ruiz & Pav.
- Anthodon panamense A.C. Sm.
- Anthodon panamensis A.C.Sm.
- Anthodon selloanum Schult.
- Anthodon trinerve (Spreng.) Schult.